# Bălnaca-Groși
Bălnaca-Groși – wieś w Rumunii, w okręgu Bihor, w gminie Șuncuiuș. W 2011 roku liczyła 135 mieszkańców.